# Ronald Paulson
Ronald Paulson (Bottineau, Dakota del Norte, 27 de mayo de 1930-Baltimore (Maryland, 7 de agosto de 2024) fue un escritor y profesor estadounidense de inglés, especialista en arte y cultura ingleses del siglo XVIII y en el artista inglés William Hogarth.

## Biografía
Obtuvo su licenciatura en Artes en la Universidad de Yale en 1952 y su doctorado en 1958. Ha dado clases y ocupado cargos administrativos en varias universidades de los Estados Unidos, como la Universidad de Illinois y la Universidad Rice. Fue presidente del consejo de administración del Departamento de Inglés de la Universidad Johns Hopkins de 1967 a 1975 y profesor en la Universidad Yale de 1975 a 1984, donde se desempeñó como director de estudios de postgrado en el Departamento de Inglés de 1976 a 1983 y director del Programa de estudios británicos de 1976 a 1984. Volvió a la Universidad Johns Hopkins en 1984, en calidad de presidente del consejo de administración del Departamento de Inglés de 1985 a 1991.
Ha sido miembro del consejo editorial de la revista académica ELH: English Literary History y ha sido editor en jefe de las revistas SEL: Studies in English Literature 1500-1900, PMLA, Eighteenth-Century Studies y de la editorial Johns Hopkins University Press.

## Obra
- Theme and Structure in Swift's 'Tale of a Tub (1960)
- Hogarth's Graphic Works (1965)
- The Fictions of Satire (1967)
- Satire and the Novel in Eighteenth-Century England (1967)
- Hogarth: His Life, Art, and Times (1971)[1]
- Rowlandson: A New Interpretation (1972)
- Emblem and Expression: Meaning in English Art of the Eighteenth Century (1975)
- The Art of Hogarth (1975)
- Popular and Polite Art in the Age of Hogarth and Fielding (1979)
- Literary Landscape: Turner and Constable (1982)
- Representations of Revolution (1789–1820) (1983)[3]
- Book and Painting: Shakespeare, Milton, and the Bible (1983)
- Breaking and Remaking: Aesthetic Practice in England, 1700-1820 (1989)
- Hogarth's Graphic Works (1989)
- Figure & Abstraction in Contemporary Painting (1990)
- Hogarth, Vols. 1-3 (1991–93)[4]
- The Beautiful, Novel, and Strange: Aesthetics and Heterodoxy (1997)
- The Analysis of Beauty (editor) (1997)[5]
- Don Quixote in England: The Aesthetics of Laughter (1998)[6]
- The Life of Henry Fielding (2000)